# Arrondissement de Thiers
L'arrondissement de Thiers est une division administrative française, située dans le département du Puy-de-Dôme et la région Auvergne-Rhône-Alpes.
Le nombre d'habitants de l'arrondissement est essentiellement stable depuis 1968.

## Composition

### Composition avant 1926
L'arrondissement de Thiers fut créé en l'an VIII, reprenant les limites de l'ancien district. Par un arrêté du 15 brumaire an X, il comprenait six cantons.

### Composition entre 1942 et le22 mars 2015
L'arrondissement était composé de six cantons et 43 communes :
- canton de Châteldon, qui groupait 6 communes : Châteldon, Lachaux, Noalhat, Paslières, Puy-Guillaume et Ris ;
- canton de Courpière, qui groupait 10 communes : Aubusson-d'Auvergne, Augerolles, Courpière, Olmet, La Renaudie, Sainte-Agathe, Sauviat, Sermentizon, Vollore-Montagne et Vollore-Ville ;
- canton de Lezoux, qui groupait 12 communes : Bulhon, Charnat, Crevant-Laveine, Culhat, Lempty, Lezoux, Néronde-sur-Dore, Orléat, Peschadoires, Saint-Jean-d'Heurs, Seychalles et Vinzelles ;
- canton de Maringues, qui groupait 4 communes : Joze, Limons, Luzillat et Maringues ;
- canton de Saint-Rémy-sur-Durolle, qui groupait 8 communes : Arconsat, Celles-sur-Durolle, Chabreloche, La Monnerie-le-Montel, Palladuc, Saint-Rémy-sur-Durolle, Saint-Victor-Montvianeix et Viscomtat ;
- canton de Thiers, qui groupait 3 communes : Dorat, Escoutoux et Thiers.

### Composition entre le22 mars 2015et le31 décembre 2016

L'arrondissement dans la région Auvergne-Rhône-Alpes en 2017.

Les limites des cantons s'affranchissant des limites des arrondissements, certaines communes de l'arrondissement changent de canton.

### Composition depuis le1erjanvier 2017
Les limites territoriales des cinq arrondissements du Puy-de-Dôme ont été modifiées par un arrêté du préfet de région du 21 décembre 2016 afin que chaque établissement public de coopération intercommunale à fiscalité propre soit rattaché à un seul arrondissement au 1er janvier 2017. Les limites territoriales de l'arrondissement de Thiers sont modifiées : 
- les communes de Bort-l'Étang, Moissat, Ravel et Saint-Flour quittent l'arrondissement de Clermont-Ferrand pour être rattachées à celui de Thiers ;
- les communes de Limons, Luzillat et Maringues quittent l'arrondissement de Thiers pour être rattachées à celui de Riom.

Au 1er janvier 2024, l'arrondissement groupe les 44 communes suivantes :
1. Arconsat
2. Aubusson-d'Auvergne
3. Augerolles
4. Bort-l'Étang
5. Bulhon
6. Celles-sur-Durolle
7. Chabreloche
8. Charnat
9. Châteldon
10. Courpière
11. Crevant-Laveine
12. Culhat
13. Dorat
14. Escoutoux
15. Joze
16. Lachaux
17. Lempty
18. Lezoux
19. Moissat
20. La Monnerie-le-Montel
21. Néronde-sur-Dore
22. Noalhat
23. Olmet
24. Orléat
25. Palladuc
26. Paslières
27. Peschadoires
28. Puy-Guillaume
29. Ravel
30. La Renaudie
31. Ris
32. Sainte-Agathe
33. Saint-Flour-l'Étang
34. Saint-Jean-d'Heurs
35. Saint-Rémy-sur-Durolle
36. Saint-Victor-Montvianeix
37. Sauviat
38. Sermentizon
39. Seychalles
40. Thiers
41. Vinzelles
42. Viscomtat
43. Vollore-Montagne
44. Vollore-Ville

## Démographie
En 2022, l'arrondissement comptait 56 454 habitants.
| 1968   | 1975   | 1982   | 1990   | 1999   | 2006   | 2011   | 2016   | 2021   |
| ------ | ------ | ------ | ------ | ------ | ------ | ------ | ------ | ------ |
| 56 946 | 57 671 | 58 387 | 57 813 | 56 292 | 56 671 | 56 959 | 56 321 | 56 245 |

| 2022   | - | - | - | - | - | - | - | - |
| ------ | - | - | - | - | - | - | - | - |
| 56 454 | - | - | - | - | - | - | - | - |

## Liste des sous-préfets
| Période          | Période          | Identité                          | Fonction précédente | Observation |
| ---------------- | ---------------- | --------------------------------- | ------------------- | ----------- |
| 1800             | 1808             | Claude Brugière de la Verchère    |                     |             |
| 1808             | 1815             | Pierre Brugière de la Verchère    |                     |             |
| mai 1815         | novembre 1815    | François Charrier                 |                     |             |
| 1815             | 1830             | François Vimal Duvernin           |                     |             |
| 1830             | 1832             | Jacques Baudet-Lafarge            |                     |             |
| 1832             | 1838             | Jean-Félix Boyer                  |                     |             |
| 1838             | 1840             | Yves Reynier                      |                     |             |
| 1840             | 1849             | Antoine Gavini                    |                     |             |
| 1849             | 1851             | Adolphe Larreguy                  |                     |             |
| 1851             | 1853             | Jules Courtet                     |                     |             |
| mars 1853        | avril 1853       | Jacques de La Rousselière Clouard |                     |             |
| avril 1853       | décembre 1853    | Charles Menche de Loisne          |                     |             |
| 1853             | 1856             | Charles de Gauville               |                     |             |
| 1856             | 1862             | Julien de Lagarde                 |                     |             |
| 1865             | 1866             | Joseph Dard                       |                     |             |
| 1866             | 1869             | Armand Barbier                    |                     |             |
| 1869             | 1870             | Ernest Amiel                      |                     |             |
| 1870             | 1871             | Giraud-Provenchere                |                     |             |
| 3 juin 1871      | 14 juin 1871     | Alfred d'Espinassy de Fontanelle  |                     |             |
| 1871             | 1873             | Jules Souchon du Chevalard        |                     |             |
| 1873             | 1874             | Joseph Blanchet                   |                     |             |
| 1874             | 1875             | Fernand Chassoux                  |                     |             |
| 1875             | 1877             | Henry Desains                     |                     |             |
| février 1877     | mai 1877         | Albert de Girardin                |                     |             |
| mai 1877         | novembre 1877    | Raoul de Lauris                   |                     |             |
| novembre 1877    | décembre 1877    | Michel Hertz                      |                     |             |
| décembre 1877    | janvier 1878     | Jean-Baptiste Cadiergues          |                     |             |
| 1878             | 1879             | Ernest Girard                     |                     |             |
| mai 1879         | mai 1879         | Benoît Bailly                     |                     |             |
| 1879             | 1880             | Régis Mauras                      |                     |             |
| 1880             | 1881             | Léopold Boudet                    |                     |             |
| 1881             | 1883             | François Corbière                 |                     |             |
| 1883             | 1885             | Francisque Masclet                |                     |             |
| 1885             | 1888             | Antoine Franceschi                |                     |             |
| 1888             | 1890             | Édouard Ferre                     |                     |             |
| 1890             | 1891             | Raoul Regnault                    |                     |             |
| 1891             | 1895             | Édouard Duclos                    |                     |             |
| 14 décembre 1895 | 26 décembre 1895 | André Descamps                    |                     |             |
| 1895             | 1897             | Julien Rocault                    |                     |             |
| 1897             | 1899             | Clovis Marserou                   |                     |             |
| 1899             | 1905             | Pierre Brun                       |                     |             |
| 1905             | 1906             | Jean Veillon                      |                     |             |
| 1906             | 1912             | Humbert De Lavenay                |                     |             |
| 1912             | 1914             | Valère Ortoli                     |                     |             |
| 1914             | 1915             | Hippolyte Jaubert                 |                     |             |
| 1915             | 1919             | Paul Massoni                      |                     |             |
| 1919             | 1920             | Marie Marty                       |                     |             |
| 1920             | 1922             | François Sibra                    |                     |             |
| 1922             | 1925             | Pierre Julien                     |                     |             |
| 1925             | 1928             | André Varaldi                     |                     |             |
| 1928             | 1931             | Henri Semont                      |                     |             |
| 1931             | 1935             | Charles Périe                     |                     |             |
| 1935             | 1941             | Julien Delannet                   |                     |             |
| 1941             | 1942             | Jean Desthieux                    |                     |             |
| 1942             | 1944             | Frantz Robert                     |                     |             |
| février 1944     | août 1944        | Jean Villaret                     |                     |             |
| 1944             | 1952             | Roland Maugain                    |                     |             |
| 1952             | 1953             | Lazorthe-Barez                    |                     |             |
| 1953             | 1960             | Roger Bellion                     |                     |             |
| 1960             | 1971             | Guy Migeon                        |                     |             |
| 1971             | 1974             | Yves Guyader                      |                     |             |
| 1974             | 1976             | François Leonelli                 |                     |             |
| 1976             | 1978             | Michel Morin                      |                     |             |
| 1978             | 1982             | Jean-Claude Fabry                 |                     |             |
| 1982             | 1984             | Jacques Fabre                     |                     |             |
| 1984             | 1987             | Jacques Saugier                   |                     |             |
| 1987             | 1989             | André Horel                       |                     |             |
| 1989             | 1991             | Jean-Yves Latournerie             |                     |             |
| 1991             | 1993             | Jean-Régis Borius                 |                     |             |
| 1993             | 1995             | Mme Claude Cointet-Hautier        |                     |             |
| 1995             | 1999             | Jean-Claude Bernard               |                     |             |
| 1999             | 2003             | Pierre Castoldi                   |                     |             |
| 2003             | 2005             | Éric Pierrat                      |                     |             |
| 2005             | 2007             | Benoist Delage                    |                     |             |
| 2007             | 2011             | Éric Boucourt                     |                     |             |
| 2011             | 2013             | Michel Prosic                     |                     |             |
| 2013             | 2016             | Gilles Traimond                   |                     |             |
| 2016             | 2019             | David Roche                       |                     |             |
| 2019             | En cours         | Étienne Kalalo                    |                     |             |